# Alfa-pinen
α-Pinen (alfa-pinen) je organická sloučenina (uhlovodík) ze třídy terpenů, jeden ze dvou optických izomerů pinenu. Patří mezi alkeny a obsahuje reaktivní čtyřčlenný kruh. Nachází se v olejích mnoha druhů jehličnatých stromů, zejména borovic. Je přítomen také v esenciálním oleji rozmarýny (Rosmarinus officinalis). Oba enantiomery se vyskytují v přírodě: 1S,5S- neboli (−)-α-pinen je běžnější u evropských borovic, zatímco 1R,5R- čili (+)-α-izomer se vyskytuje spíše v Severní Americe. Racemická směs je součástí některých olejů, například oleje eukalyptu.

## Reaktivita
Čtyřčlenný kruh v α-pinenu 1 z něj činí reaktivní uhlovodík, náchylný ke změně struktury, například na Wagnerův–Meerweinův přesmyk. Kupříkladu pokusy provést hydrataci nebo adici halogenovodíku s funkcionalitou alkenu typicky vedly na přeuspořádané produkty. S koncentrovanou kyselinou sírovou a ethanolem byl hlavním produktem terpineol 2 a jeho ethylether 3, zatímco ledová kyselina octová dávala odpovídající (acetátový) ester 4. Se zředěnými kyselinami se stává hlavním produktem terpinhydrát 5.
Jedním molárním ekvivalentem chlorovodíku lze při nízké teplotě a za přítomnosti diethyletheru vytvořit jednoduchý adiční produkt 6a, ale ten je velmi nestabilní. Za normální teploty nebo za nepřítomnosti etheru je hlavním produktem bornylchlorid 6b společně s malým množstvím fenchylchloridu 6c. Po mnoho let byl 6b (též označovaný jako "umělý kafr") uváděn jako "pinenhydrochlorid", než bylo potvrzeno, že je identický s bornylchloridem vyráběným z kamfenu. Použije-li se více HCl, je hlavním produktem nechirální 7 (dipentenhydrochlorid) společně s určitým množstvím 6b. Nitrosylchlorid a následně zásada vede na oxim 8, který lze redukovat na „pinylamin“ 9. Jak 8, tak 9 jsou stabilní sloučeniny obsahující nezměněný čtyřčlenný kruh. Významně pomohly při identifikaci této důležité sloučeniny s pinenovou strukturou.
Celá škála reagencií, například jod nebo chlorid fosforitý, způsobuje aromatizaci, vedoucí na p-cymen 10.